# Hermann Geißler (Architekt)
Robert Hermann Geißler (* 25. Oktober 1859 in Olbersdorf; † 7. Januar 1939 in Hamburg) war ein deutscher Architekt.

## Leben und Wirken
Hermann Geißler kam nahe Zittau in der Oberlausitz zur Welt. Er besuchte eine Land- und Realschule, machte eine Lehre als Maurer, Zimmermann und Steinmetz und studierte an der Bauschule. 1878 ging er nach Hamburg und beteiligte sich an der Randbebauung der neuen Colonnaden. Danach arbeitete er für das Postbaubüro und die Zittau-Reichenauer Eisenbahn.
Im November 1885 kehrte  Geißler nach Hamburg zurück, wo er sich am Neubau des Hamburger Rathauses beteiligte. Das alte Rathauses an der Trostbrücke war während des Großen Brandes von 1842 gesprengt worden, ein Neubau nach zwei ergebnislosen Wettbewerben 1854 und 1876 noch nicht begonnen. Der Architekt Martin Haller leitete seit 1880 eine Gruppe von Architekten, die als Rathausbaumeisterbund ein neues Gebäude entwarfen.  Geißler stieß als Architekt einer jüngeren Generation zu dieser Arbeitsgemeinschaft. Nach der Vollendung des neuen Rathauses nahm Haller  Geißler in seine Sozietät auf. Haller, der ein Hochschulstudium absolviert hatte, blieb kreativ führend,  Geißler, der den Beruf praktisch erlernt hatte, übernahm meist die Bauausführungen und organisatorische Aufgaben.
Die beiden Architekten bauten bis zum Ersten Weltkrieg in einer Epoche der florierenden Baukonjunktur zahlreiche Privathäuser, Bankgebäude und Bürobauten. Aufträge erhielt die Sozietät zumeist aufgrund Hallers guten Rufs. Während dieser Zeit entstanden unter anderem das Afrikahaus, das Haus Belvedere (1903/04) und das Slomanhaus. Diese Bauwerke sind moderne Skelettkonstruktionen, die nur wenig schmückendes Dekor aufweisen. Die Bankgebäude gestalteten die Architekten hingegen nach den Repräsentationswünschen ihrer Auftraggeber deutlich anders: die Gebäude der Dresdner Bank am Jungfernstieg (1898/99), der Hamburger Vereinsbank (1900–1902) oder des Bankhauses Warburg sind traditionell und im Stil der Neorenaissance gehalten.

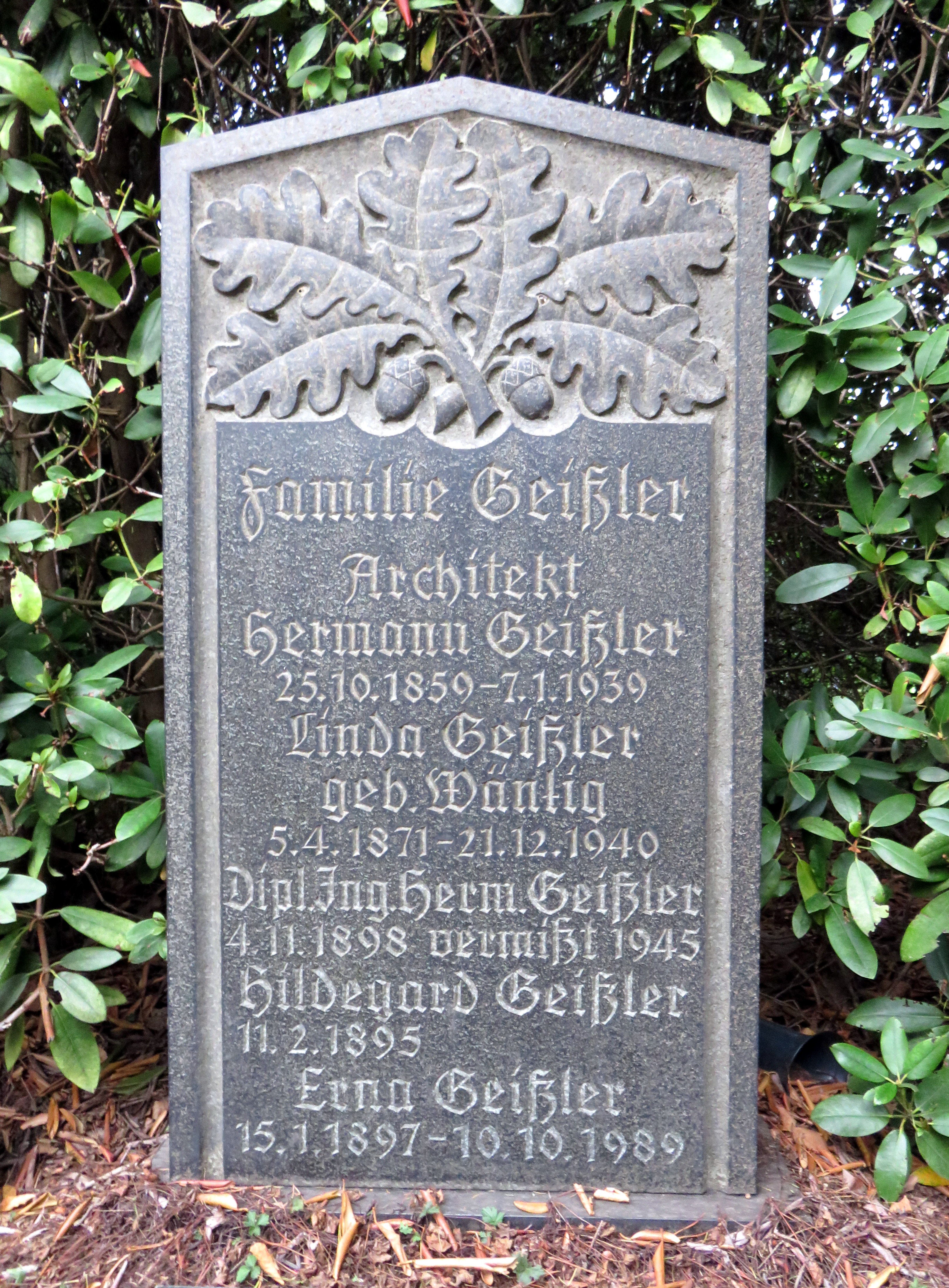
Grab Hermann Geißler auf dem Friedhof Ohlsdorf

Geißler arbeitete seit 1905 auch als beratender Architekt für die evangelische Kirche. Gemeinsam mit Julius Faulwasser und Emil Meerwein plante er den Wiederaufbau der durch ein Feuer zerstörten Hauptkirche Sankt Michaelis. Ende 1914 ging Haller in den Ruhestand,  Geißler arbeitete daraufhin selbstständig weiter. In den Jahren nach dem Ersten Weltkrieg baute er zumeist bestehende Gebäude seiner Stammkunden um oder erweiterte bestehende Bauwerke. Außerdem profitierte er von den Kontakten zur evangelischen Kirche, deren Aufträge er ab 1926 in einer neuen Sozietät mit Otto Wilkening bearbeitete. Aus dieser Zeit stammt die Ansgarkirche in Hamburg-Langenhorn, die zu den Bauwerken gehört, die  Geißler zu eigener Reputation verhalfen.
Geißler beendete seine Tätigkeiten als Architekt Anfang der 1930er Jahre. Er starb Anfang 1939 in Hamburg. Schon zehn Jahre zuvor hatte der Hamburger Senat die  Geißlertwiete in der Jarrestadt nach dem für die Hamburger Innenstadt prägenden Architekten benannt.
Auf dem Ohlsdorfer Friedhof in Hamburg befindet sich bei Planquadrat O 11 an der Cordesallee nahe Cordesbrunnen ein Grabstein für Hermann Geißler.